# Számítógépfürt

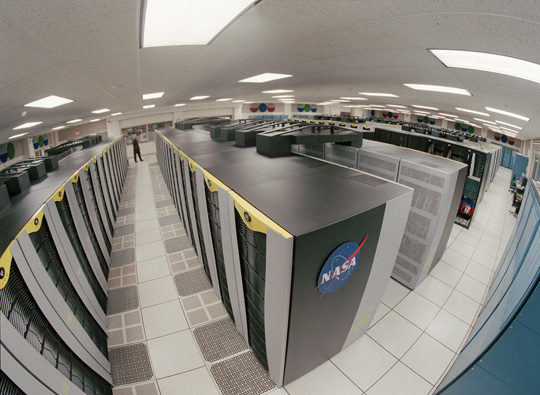
Számítógépfürt a NASA columbiai központjában

A számítógépfürt (angolul: cluster) hasonló felépítésű és feladatokat ellátó számítógépek lazán összekapcsolt csoportja, ami sok szempontból egy rendszernek látszik. Általában a fürt csomópontok nagy sebességű helyi hálózaton keresztül kapcsolódnak egymáshoz, minden csomópont (jelen esetben szerver) a saját operációs rendszer példányát futtatja. A számítógép fürtök számos számítási irányzat összeérésének eredményeként alakultak ki, beleértve a kis költségű mikroprocesszorok rendelkezésre állását, a nagy sebességű hálózatokat valamint a nagy teljesítményű elosztott számításokat. 
A számítógépfürtöket azért hozzák létre, hogy emeljék a teljesítményt és a rendelkezésre állást az egy darab egyedi számítógépet tartalmazó rendszerekhez képest. Mindezt tipikusan költséghatékonyabb, mint az egy darab számítógépből álló rendszer sebesség és rendelkezésre állás tekintetében.
A számítógép fürtök alkalmazhatósága meglehetősen széles körű, kezdve a kis, könnyen kezelhető csomópontokat tartalmazó üzleti fürtöktől egészen a világ leggyorsabb szuperszámítógépéig, mint amilyen pl. az IBM Sequoia.

## Kategóriák

### Magas rendelkezésre állású rendszer (HA-rendszer)
Egyforma és azonos feladatokat végző redundáns rendszer. Leggyakrabban két elemből állnak. Egy középvállalkozás például üzemeltethet két teljesen azonos szervert (például szervervirtualizációval). Valamelyik szerver üzemzavara esetén a másik át tudja venni a meghibásodott egység teljes funkcionalitását.

### Teljesítmény elosztott-rendszer
Hasonlóan a HA-rendszerekhez, itt is azonos felépítésű és azonos feladatokat ellátó rendszereket kapcsolnak össze, azonban itt a terhelést elosztják az egyes egységek között. Felhasználói oldalról sok számítógép alkotta virtuális gépnek tűnnek.

### Számítási fürt
Kifejezetten a minél nagyobb teljesítmény elérésére optimalizálják. Klasszikusan ilyenek a szuperszámítógépek is. Tipikusan nagy számítás igényű folyamatok, például a meteorológiai modellek futtatása, a 3D animációs filmek renderelése és a DNS molekula elemzése.

### Rácsszámítás
A rácsban dolgozó számítógépek lazábban kapcsolódnak egymáshoz, mint általában a fürtökben dolgozó egységek. Általában egyforma, de egymástól független feladatok végrehajtására optimalizáltak. Többnyire közös háttértáron osztoznak, sok I/O kérést is kiszolgálnak. Ide tartoznak az utóbbi időben "divatossá" váló felhő-számítási rendszerek.

## Fordítás
- Ez a szócikk részben vagy egészben  a   Cluster_(computing) című angol Wikipédia-szócikk fordításán alapul.  Az eredeti cikk szerkesztőit annak laptörténete sorolja fel. Ez a jelzés csupán a megfogalmazás eredetét és a szerzői jogokat jelzi, nem szolgál a cikkben szereplő információk forrásmegjelöléseként.